# Corythalia valida
Corythalia valida là một loài nhện trong họ Salticidae.
Loài này thuộc chi Corythalia. Corythalia valida được Elizabeth Maria Gifford Peckham & George William Peckham miêu tả năm 1901.